# Ataques con misiles de Poltava de 2024
El 3 de septiembre de 2024, dos misiles rusos alcanzaron una sucursal del Instituto Militar de Telecomunicaciones y Tecnologías de la Información y un hospital cercano en Poltava, Ucrania, matando al menos a 59 e hiriendo al menos a 328. Según el presidente Volodímir Zelenski, un edificio en el instituto militar fue "parcialmente destruido". Fue el ataque más mortífero en el óblast de Poltava durante la invasión rusa del país.

## Ataque
El ataque se produjo poco después de las 09:08 y dañó otros diez edificios. Según las autoridades (hasta el 3 de octubre), se sabía que 59 personas habían muerto y más de 300 habían resultado heridas. Además, se informó de la desaparición de 16 personas (el 5 de septiembre, cuando se supo que 54 personas habían muerto).
La Fiscalía General informó de que "uno de los edificios del Instituto de Comunicaciones, un hospital y casas cercanas quedaron parcialmente destruidos". Los servicios de emergencia rescataron a 25 personas, incluidas 11 que estaban atrapadas bajo los escombros de los edificios afectados. El Ministerio de Defensa de Ucrania dijo que el intervalo entre la activación de las sirenas antiaéreas y la llegada de los misiles fue demasiado corto para permitir que la gente llegara con seguridad a los refugios antiaéreos. El ministerio añadió que el ataque se produjo mientras se impartían clases.

## Respuestas

### Ucrania
El presidente Zelenski ordenó una investigación sobre el ataque, y pidió a las naciones occidentales que garanticen la llegada de misiles y sistemas de defensa aérea. También dijo que Rusia "seguramente pagará" por el ataque. Philip Pronin, gobernador del óblast de Poltava, anunció tres días de luto a partir del 4 de septiembre.
Maryana Bezuhla, diputada de la Rada Suprema, acusó a los dirigentes militares de Ucrania de poner en peligro a los soldados.

### Rusia
El Ministerio de Defensa de Rusia afirmó que durante el ataque había atacado un centro de entrenamiento de guerra electrónica y drones.

### Internacional
El ataque fue condenado por Alemania, el Reino Unido y Estados Unidos, y el presidente de los Estados Unidos Joe Biden calificó el incidente de "deplorable".